# Molguloides translucidus
Molguloides translucidus är en sjöpungsart som beskrevs av Monniot 1991. Molguloides translucidus ingår i släktet Molguloides och familjen kulsjöpungar. Inga underarter finns listade i Catalogue of Life.